# Ondřej Řecký a Dánský
Ondřej Řecký a Dánský (2. února 1882 Athény – 3. prosince 1944 Monte Carlo) byl princ z rodu Glücksburgů. Byl sedmým dítětem a čtvrtým synem řeckého krále Jiřího I. a jeho ruské manželky Olgy Konstantinovny Romanovové. Byl vnukem dánského krále Kristiána IX. a otcem prince Philipa, vévody z Edinburghu, který byl manželem britské královny Alžběty II. Ondřej byl od narození princem Dánska a Řecka na základě svého původu po otci.
Vojenský výcvik zahájil v raném věku a stal se důstojníkem řecké armády. Své velitelské pozice skutečně vykonával, nebyly to jen čestné tituly, a sloužil v balkánských válkách. V roce 1913 byl jeho otec zavražděn a králem se stal Ondřejův starší bratr Konstantin. Králova politika neutrality během první světové války vedla k jeho abdikaci a většina královské rodiny včetně Ondřeje byla vyhoštěna. Po návratu o několik let později se Ondřej stal generálmajorem a bojoval v řecko-turecké válce (1919–1922). Řecko válku prohrálo a Ondřej byl obviňován ze spoluviny za ztráty části území. V roce 1922 byl podruhé vyhoštěn a většinu svého života strávil ve Francii.
V roce 1930 se rozešel se svou manželkou, princeznou Alicí z Battenbergu. Jeho jediný syn, princ Philip, sloužil během druhé světové války v britském námořnictvu, zatímco všechny jeho čtyři dcery byly provdané za Němce, z nichž tři podporovali nacisty. Ondřej zemřel v Monte Carlu v roce 1944 odloučený od své rodiny, jejíž členy viděl naposledy roku 1939.

## Původ

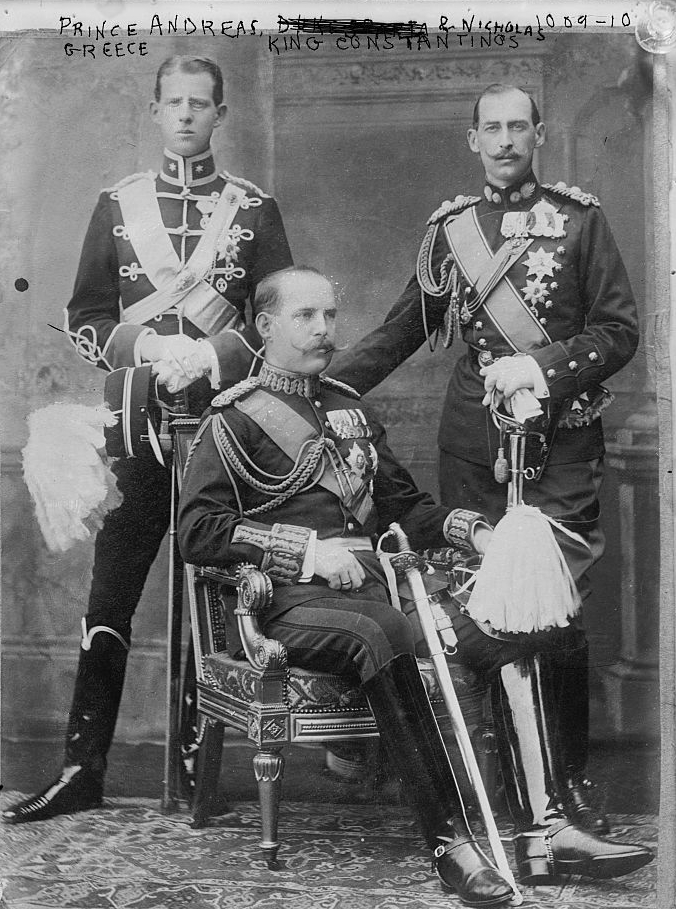
Princ Ondřej Řecký a Dánský s jeho bratry, princem Konstantinem a princem Mikulášem, 1901

Princ Ondřej se narodil 2. února 1882 v paláci Tatoi severně od Athén jako čtvrtý syn řeckého krále Jiřího I. Byl členem rodu Šlesvicko-Holštýnsko-Sonderbursko-Glücksburského a zároveň princem řeckým i dánským, neboť jeho otec byl mladším synem Kristiána IX. Dánského. Byl v nástupnické linii na řecký a vzdálenější na dánský trůn.
Kromě rodné řečtiny se naučil dánsky, německy, francouzsky, anglicky a rusky. V rozhovorech s rodiči odmítal mluvit jinak než řecky. Navštěvoval kadetní a štábní školu v Athénách a dostával další soukromé hodiny vojenských předmětů od Panagiotise Danglise, který o něm zaznamenal, že je „rychlý a inteligentní." Docela se spřátelil se spolužákem Theodorem Pangalem, budoucím řeckým diktátorem.
Navzdory své krátkozrakosti vstoupil Ondřej v květnu 1901 do armády jako důstojník jezdectva.

## Manželství
V roce 1902 se princ Ondřej setkal s princeznou Alicí z Battenbergu během svého pobytu v Londýně u příležitosti korunovace Eduarda VII., který byl jeho strýcem a jejím prastrýcem. Princezna Alice byla dcerou prince Ludvíka z Battenbergu a princezny Viktorie Hesenské, neteře krále Eduarda. Zamilovali se do sebe a následujícího roku, 6. října 1903, se Ondřej oženil s Alicí při civilním sňatku v Darmstadtu. Následujícího dne se konaly dvě církevní svatební obřady: jeden luteránský v evangelickém zámeckém kostele a druhý řecký pravoslavný v ruské kapli na Mathildenhöhe. 
Z jejich manželství vzešlo pět dětí – čtyři dcery poměrně rychle po sobě, nakonec pak s větším časovým odstupem syn.
- Margarita (1905–1981) ∞ vévoda Gottfried Hohenlohe-Langenburský
- Teodora (1906–1969) ∞ markrabě Berthold Bádenský
- Cecílie (1911–1937) ∞ velkovévoda Jiří Donatus Hesenský
- Sofie (1914–2001) ∞
  - vévoda Kryštof Hesenský
  - vévoda Jiří Vilém Hannoverský
- Filip (*1921–2021) ∞ britská královna Alžběta II.

## Kariéra

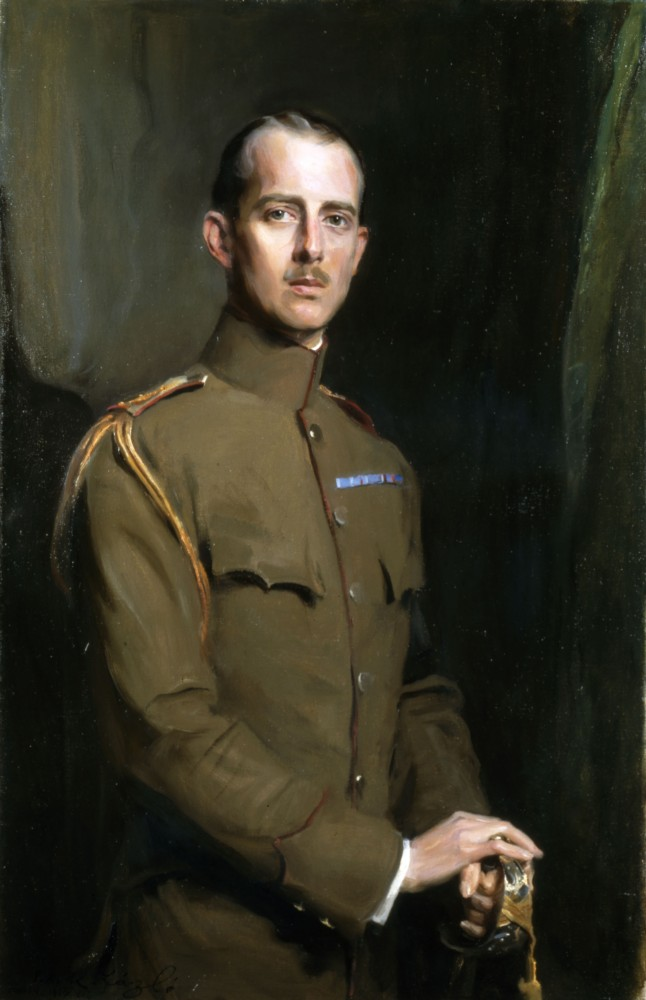
Princ Ondřej na portrétu Philipa de Lászla, 1913

V roce 1909 vedla politická situace v Řecku ke státnímu převratu, protože athénská vláda odmítla podpořit krétský parlament, který požadoval připojení Kréty (která byla stále nominálně součástí Osmanské říše) k řecké pevnině. Skupina nespokojených důstojníků vytvořila řeckou nacionalistickou vojenskou ligu a požadovala kromě jiných reforem také odstranění královských princů z armády, což vedlo k odchodu prince Ondřeje z armády a nástupu Eleftheriose Venizela k moci. O několik let později, při vypuknutí balkánských válek v roce 1912, byl Ondřej znovu přijat do armády jako podplukovník 3. jezdeckého pluku a pověřen velením polní nemocnice. Během války byl jeho otec zavražděn a Ondřej zdědil vilu na ostrově Korfu, Mon Repos, a také rentu ve výši 4 000 liber. V roce 1914 zastával Ondřej (stejně jako mnoho evropských knížat) čestné vojenské funkce v německém i ruském impériu a také pruský, ruský, dánský a italský rytířský titul.
Během první světové války Ondřej navštěvoval Velkou Británii, přestože byl v britské Dolní sněmovně obviněn, že je německým agentem. Jeho bratr Konstantin, který byl švagrem německého císaře Viléma II., zastával politiku neutrality, ale demokraticky zvolená Venizelova vláda podporovala spojence. V červnu 1917 se králova politika neutrality stala natolik neudržitelnou, že abdikoval a řecká královská rodina byla nucena odejít do exilu. Několik následujících let žila většina řecké královské rodiny ve Švýcarsku.

## Život v exilu
Tři roky byl řeckým králem Konstantinův druhý syn Alexandr, dokud předčasně nezemřel na infekci způsobenou opičím kousnutím. Konstantin byl znovu dosazen na trůn a Ondřej byl znovu přijat do armády, tentokrát jako generálmajor. Rodina se usadila v Mon Repos. 
Během bitvy u Sakarye, která fakticky zastavila řecko-tureckou válku (1919-1922), byl Ondřej pověřen velením 2. armádního sboru. Ondřej si příliš nevážil svých nadřízených důstojníků, které považoval za nekompetentní. Dostal rozkaz zaútočit na turecké pozice, což považoval za zoufalý krok, kterému chybělo jen málo „ke špatně skrývané panice." Odmítl vystavit své muže nepřiměřenému nebezpečí (trpěli nedostatkem potravin a munice), Ondřej se řídil vlastním bojovým plánem, což vyvolalo zděšení velícího generála Anastasiose Papoulase. Zbaven funkce náčelníka štábu a dostal od Papoulase výprask, v září Ondřej požádal o odvolání z velení, ale Papoulas odmítl. Ondřejovy jednotky byly nuceny ustoupit. Na dva měsíce byl postaven mimo službu, dokud nebyl převelen k Nejvyšší armádní radě. V březnu 1922 byl jmenován velitelem 5. armádního sboru v Epiru a na Jónských ostrovech. Papoulas byl nahrazen generálem Georgiosem Hatzianestisem.
Řecká porážka v Malé Asii v srpnu 1922 vedla k revoluci 11. září 1922, během níž byl princ Ondřej zatčen, postaven před válečný soud a shledán vinným z „neuposlechnutí rozkazu“ a „jednání z vlastní iniciativy“ během bitvy v předchozím roce. Mnoho obžalovaných v procesech s velezrádci, které následovaly po převratu, bylo zastřeleno, včetně Hatzianestise a pěti vysoce postavených politiků. Britští diplomaté předpokládali, že Ondřej je rovněž ve smrtelném nebezpečí. Ondřej byl sice ušetřen, ale byl doživotně vypovězen a jeho rodina uprchla do exilu na palubě britského křižníku HMS Calypso. Rodina se usadila v Saint-Cloud na předměstí Paříže v malém domě, který jim zapůjčila Ondřejova bohatá švagrová, Marie Bonapartová. On i jeho rodina byli zbaveni řeckého občanství a cestovali na dánské pasy[29].
Během pobytu v exilu se rodina stále více rozptylovala. Alice se nervově zhroutila a byla umístěna do ústavu ve Švýcarsku. Jejich dcery se provdaly a usadily v Německu, oddělily se od Ondřeje a Philip byl poslán do školy v Británii, kde ho vychovávali matčini britští příbuzní. Ondřej odešel žít do jižní Francie.
Na Francouzské riviéře žil Ondřej v malém bytě, hotelových pokojích nebo na palubě jachty s hraběnkou Andrée de La Bigne. Jeho manželství s Alicí bylo fakticky u konce a po jejím uzdravení a propuštění se vrátila do Řecka. V roce 1936 byl jeho trest vyhnanství zrušen mimořádnými zákony, které králi rovněž navrátily pozemky a renty. Ondřej se do Řecka vrátil na krátkou návštěvu v květnu téhož roku. Následujícího roku zahynula při leteckém neštěstí u Ostende jeho těhotná dcera Cecílie, zeť a dvě vnoučata; odcestoval do Londýna, aby se setkal se svým šestnáctiletým synem princem Philipem, a společně odjeli do Darmstadtu, kde se na pohřbu poprvé po šesti letech setkal s Alicí. V roce 1936 se Ondřej vrátil do Řecka, kde se setkal s Alicí.
Během druhé světové války se ocitl v podstatě v pasti ve vichistické Francii, zatímco jeho syn, princ Philip, bojoval na straně Britů. Nemohli se vídat a ani si dopisovat. Ondřejovi tři přeživší zeťové bojovali na německé straně: Princ Kryštof Hesenský byl členem nacistické strany a Waffen-SS; Berthold, markrabě bádenský, byl po zranění ve Francii v roce 1940 vyřazen z Wehrmachtu; princ Gottfried z Hohenlohe-Langenburgu sloužil na východní frontě a po spiknutí 20. července byl propuštěn. Po dobu pěti let neviděl Ondřej ani svou ženu, ani svého syna.

## Smrt
Zemřel v hotelu Metropole v Monte Carlu v Monaku na selhání srdce a arteriosklerózu v posledních měsících války v Evropě. Nejprve byl pohřben v ruském pravoslavném kostele v Niceji, ale v roce 1946 byly jeho ostatky převezeny řeckým křižníkem Averof na královský hřbitov v paláci Tatoi u Athén. Princ Philip a jeho tehdejší soukromý tajemník Mike Parker odjeli do Monte Carla, aby od Andrée de La Bigne vyzvedli předměty patřící jeho otci; mezi těmito předměty byly: pečetní prsten, který princ od té doby nosil, štětka na holení ze slonoviny, kterou si oblíbil, a některé šaty, které mu byly upraveny na míru. Princ Ondřej zanechal svému jedinému synovi sedm desetin svého majetku, ale také po sobě zanechal dluh ve výši 17 500 liber, což vedlo Philipovu babičku z matčiny strany, Viktorii Mountbattenovou, markýzu z Milford Havenu, k tomu, že si trpce stěžovala na rozhazovačnost, do níž řeckého prince zavedla jeho francouzská milenka.

## Vývod z předků
|                       |                                                               |  |                |                                         |  |  |  |  |  |  |  | Fridrich Karel Ludvík Šlesvicko-Holštýnsko-Sonderbursko-Beckský |
|                       |                                                               |  |                |                                         |  |  |  |  |  |  |  |                                                                 |
|                       | Fridrich Vilém Šlesvicko-Holštýnsko-Sonderbursko-Glücksburský |  |                |                                         |  |  |  |  |  |  |  |                                                                 |
|                       |                                                               |  |                |                                         |  |  |  |  |  |  |  |                                                                 |
|                       |                                                               |  |                | Frederika Schliebenská                  |  |  |  |  |  |  |  |                                                                 |
|                       |                                                               |  |                |                                         |  |  |  |  |  |  |  |                                                                 |
|                       | Kristián IX.                                                  |  |                |                                         |  |  |  |  |  |  |  |                                                                 |
|                       |                                                               |  |                |                                         |  |  |  |  |  |  |  |                                                                 |
|                       |                                                               |  |                | Karel Hesensko-Kasselský                |  |  |  |  |  |  |  |                                                                 |
|                       |                                                               |  |                |                                         |  |  |  |  |  |  |  |                                                                 |
|                       | Luisa Karolina Hesensko-Kasselská                             |  |                |                                         |  |  |  |  |  |  |  |                                                                 |
|                       |                                                               |  |                |                                         |  |  |  |  |  |  |  |                                                                 |
|                       |                                                               |  |                | Luisa Dánská a Norská                   |  |  |  |  |  |  |  |                                                                 |
|                       |                                                               |  |                |                                         |  |  |  |  |  |  |  |                                                                 |
|                       | Jiří I. Řecký                                                 |  |                |                                         |  |  |  |  |  |  |  |                                                                 |
|                       |                                                               |  |                |                                         |  |  |  |  |  |  |  |                                                                 |
|                       |                                                               |  |                | Fridrich Hesensko-Kasselský             |  |  |  |  |  |  |  |                                                                 |
|                       |                                                               |  |                |                                         |  |  |  |  |  |  |  |                                                                 |
|                       | Vilém Hesensko-Kasselský                                      |  |                |                                         |  |  |  |  |  |  |  |                                                                 |
|                       |                                                               |  |                |                                         |  |  |  |  |  |  |  |                                                                 |
|                       |                                                               |  |                | Karolina Nasavsko-Usingenská            |  |  |  |  |  |  |  |                                                                 |
|                       |                                                               |  |                |                                         |  |  |  |  |  |  |  |                                                                 |
|                       | Luisa Hesensko-Kasselská                                      |  |                |                                         |  |  |  |  |  |  |  |                                                                 |
|                       |                                                               |  |                |                                         |  |  |  |  |  |  |  |                                                                 |
|                       |                                                               |  |                | Frederik Dánský                         |  |  |  |  |  |  |  |                                                                 |
|                       |                                                               |  |                |                                         |  |  |  |  |  |  |  |                                                                 |
|                       | Luisa Šarlota Dánská                                          |  |                |                                         |  |  |  |  |  |  |  |                                                                 |
|                       |                                                               |  |                |                                         |  |  |  |  |  |  |  |                                                                 |
|                       |                                                               |  |                | Žofie Frederika Meklenbursko-Zvěřínská  |  |  |  |  |  |  |  |                                                                 |
|                       |                                                               |  |                |                                         |  |  |  |  |  |  |  |                                                                 |
| Ondřej Řecký a Dánský |                                                               |  |                |                                         |  |  |  |  |  |  |  |                                                                 |
|                       |                                                               |  |                |                                         |  |  |  |  |  |  |  |                                                                 |
|                       |                                                               |  | Pavel I. Ruský |                                         |  |  |  |  |  |  |  |                                                                 |
|                       |                                                               |  |                |                                         |  |  |  |  |  |  |  |                                                                 |
|                       | Mikuláš I. Pavlovič                                           |  |                |                                         |  |  |  |  |  |  |  |                                                                 |
|                       |                                                               |  |                |                                         |  |  |  |  |  |  |  |                                                                 |
|                       |                                                               |  |                | Žofie Dorota Württemberská              |  |  |  |  |  |  |  |                                                                 |
|                       |                                                               |  |                |                                         |  |  |  |  |  |  |  |                                                                 |
|                       | Konstantin Nikolajevič Ruský                                  |  |                |                                         |  |  |  |  |  |  |  |                                                                 |
|                       |                                                               |  |                |                                         |  |  |  |  |  |  |  |                                                                 |
|                       |                                                               |  |                | Fridrich Vilém III.                     |  |  |  |  |  |  |  |                                                                 |
|                       |                                                               |  |                |                                         |  |  |  |  |  |  |  |                                                                 |
|                       | Šarlota Pruská                                                |  |                |                                         |  |  |  |  |  |  |  |                                                                 |
|                       |                                                               |  |                |                                         |  |  |  |  |  |  |  |                                                                 |
|                       |                                                               |  |                | Luisa Meklenbursko-Střelická            |  |  |  |  |  |  |  |                                                                 |
|                       |                                                               |  |                |                                         |  |  |  |  |  |  |  |                                                                 |
|                       | Olga Konstantinovna Romanovová                                |  |                |                                         |  |  |  |  |  |  |  |                                                                 |
|                       |                                                               |  |                |                                         |  |  |  |  |  |  |  |                                                                 |
|                       |                                                               |  |                | Fridrich Sasko-Altenburský              |  |  |  |  |  |  |  |                                                                 |
|                       |                                                               |  |                |                                         |  |  |  |  |  |  |  |                                                                 |
|                       | Josef Sasko-Altenburský                                       |  |                |                                         |  |  |  |  |  |  |  |                                                                 |
|                       |                                                               |  |                |                                         |  |  |  |  |  |  |  |                                                                 |
|                       |                                                               |  |                | Šarlota Georgina Meklenbursko-Střelická |  |  |  |  |  |  |  |                                                                 |
|                       |                                                               |  |                |                                         |  |  |  |  |  |  |  |                                                                 |
|                       | Alexandra Sasko-Altenburská                                   |  |                |                                         |  |  |  |  |  |  |  |                                                                 |
|                       |                                                               |  |                |                                         |  |  |  |  |  |  |  |                                                                 |
|                       |                                                               |  |                | Ludvík Württemberský                    |  |  |  |  |  |  |  |                                                                 |
|                       |                                                               |  |                |                                         |  |  |  |  |  |  |  |                                                                 |
|                       | Amálie Württemberská                                          |  |                |                                         |  |  |  |  |  |  |  |                                                                 |
|                       |                                                               |  |                |                                         |  |  |  |  |  |  |  |                                                                 |
|                       |                                                               |  |                | Jindřiška Nasavsko-Weilburská           |  |  |  |  |  |  |  |                                                                 |
|                       |                                                               |  |                |                                         |  |  |  |  |  |  |  |                                                                 |